# Smif-n-Wessun: The Album
A Smif-n-Wessun: The Album a Boot Camp Clik amerikai hiphopcsapat kéttagú együttesének albuma. A kiadás dátuma 2007. október 23, kiadója a Duck Down Records. Az albumot az együttes európai turnéja alatt vette fel a svéd producer, Ken Ring elsőszámú közreműködésével, és további producerek segítségével. Az együttes legutóbb 2005-ben jelentetett meg albumot, a Reloadedet. Az első kislemez az albumról a Stomp, mely még szeptemberben került ki az internetre, majd ezt követte a Gotta Say It, melyhez videóklip is készült. Az interneten már október 19 óta elérhető volt.

## Számlista
| #  | Cím                | Producerek                | Közreműködők                   |
| -- | ------------------ | ------------------------- | ------------------------------ |
| 1  | See the Light      | Ken Ring, Collen and Webb | Tek, Steele                    |
| 2  | Gotta Say It       | Collen and Webb           | Tek, Steele, Chuckii Star      |
| 3  | Trouble            | Ken Ring, Collen and Webb | Tek, Steele                    |
| 4  | K.I.M. 2000        | Tommy Tee                 | Tek, Steele, Loudmouf Choir    |
| 5  | P.N.C. for Life    | Ken Ring, Rune Rotter     | Tek, Steele                    |
| 6  | Gangsta Prayer     | Ken Ring, Rune Rotter     | Tek, Steele, Million Styles    |
| 7  | Stomp              | Ken Ring, Collen and Webb | Tek, Steele, Rock, Joell Ortiz |
| 8  | Who Gonna Save Us  | Tommy Tee                 | Tek, Steele                    |
| 9  | Still Fighting     | Ken Ring, Collen and Webb | Tek, Steele                    |
| 10 | Yeah               | Tommy Tee                 | Tek, Steele                    |
| 11 | Movie              | Tommy Tee                 | Tek, Steele                    |
| 12 | Can’t Stop         | Ken Ring, Soul Theory     | Tek, Steele                    |
| 13 | Can’t Feel My Face | Tommy Tee                 | Tek, Steele, Loudmouf Choir    |
| 14 | Still Here         | Ken Ring, Collen and Webb | Tek, Steele                    |